# Tatshenshini (rivière)
La rivière Tatshenshini est une rivière qui coule dans la forêt boréale canadienne, au travers du Yukon et de la Colombie-Britannique au Canada. C'est un affluent de la rivière Alsek. Elle s'appelle Tʼachanshahéeni en tlingit et Shäwshe Chù en tutchone. C'est une rivière très appréciée pour pratiquer le rafting.

## Cours
Elle prend sa source en Colombie-Britannique, près de la Haines Highway et coule en direction du nord au travers du Yukon avant de revenir en Colombie-Britannique où elle traverse le Parc provincial de Tatshenshini-Alsek. Puis, elle rejoint la rivière Alsek qui se jette dans l'océan Pacifique à Dry Bay, dans le Golfe d'Alaska, au sud de Yakutat, près de l'extrémité nord de l'Alaska Panhandle.

## Histoire
Ce cours d'eau ait été utilisé comme un lieu vital de commerce par les autochtones, en particulier le peuple Tlingit. Les premiers européens, dont Jack Dalton et Edward Glave, ne l'ont exploré qu'en 1890 en compagnie de guides indigènes. Jusqu'en 1891, il était considéré comme la partie amont du cours de l'Alsek.
En 1897, Jack Dalton établit un comptoir commercial près de l'endroit où la Tatshenshini commence à couler vers l'ouest. Ce comptoir fut florissant durant toute la période de la Ruée vers l'or du Klondike. Actuellement, ce lieu est devenu populaire auprès des pêcheurs de saumon et des amateurs de rafting.
La rivière a été désignée comme faisant partie du Réseau des rivières du patrimoine canadien en 2004.